# 1546 год в науке
В 1546 году произошли различные научные и технологические события, некоторые из которых представлены ниже.

## События
- Микеланджело назначается главным архитектором Собора Святого Петра в Ватикане.
- Антонио Муза Бразавола из Феррары провёл первую документально зафиксированную успешную операцию трахеотомии[1].

## Публикации
- Георгий Агрикола:

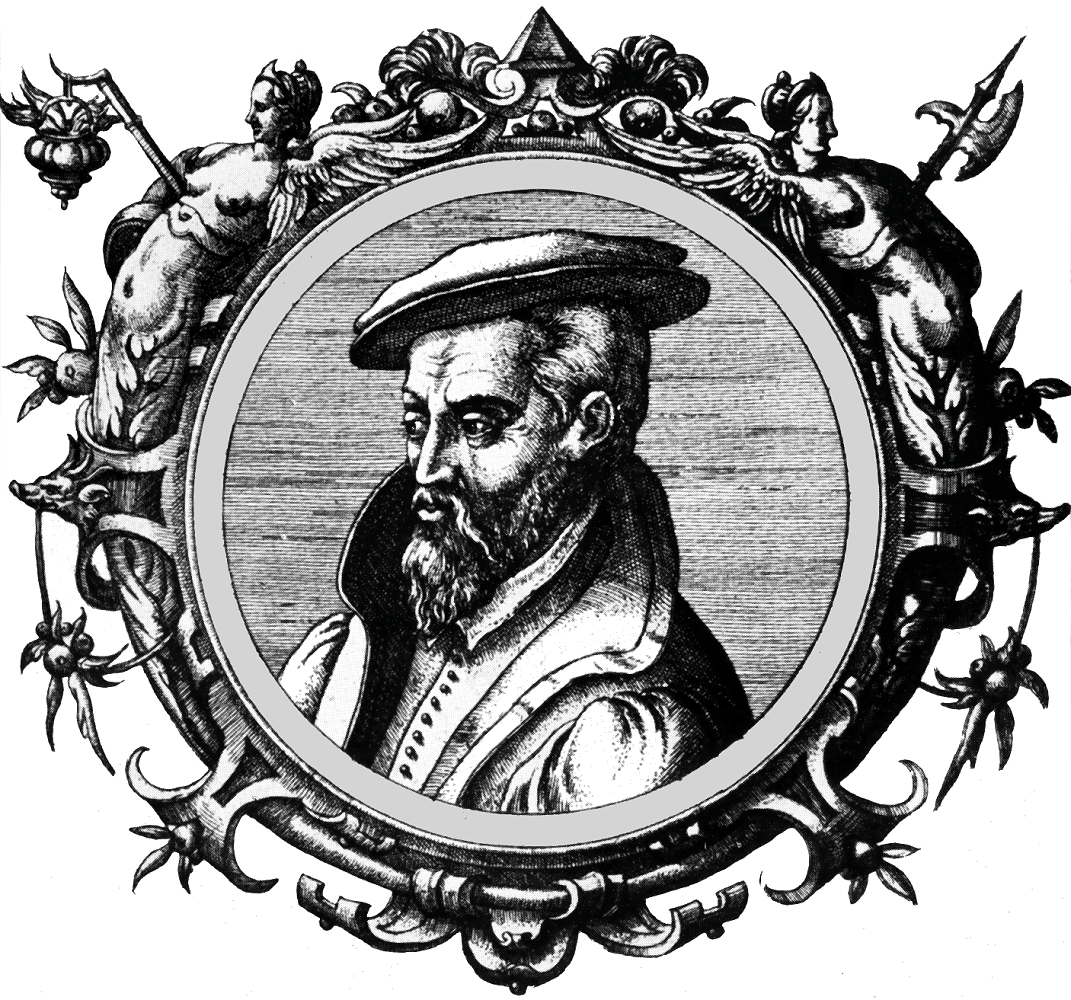
Георгий Агрикола

  - «De ortu et causis subterraneorum libri V».
  - «De natura eorum, quae effluunt ex terra»,
  - «De veteribus et novis metallis libri II»,
  - «De natura fossilium libri X»,
- Иеронимус Бок: второе издание «Kreutterbuch» (флора Германии).
- Андреас Везалий: «Epistola, rationem modumque propinandi radicis Chynae decocti, quo nuper inuictissimus Carolus V Imperator usus est, pertractans: & praeter alia quaedam, epistolae cuiusdam ad Iacobum Sylvium sententiam recensens, veritatis ac potissimum humanae fabricae studiosis perutilem».
- Иоганн Вернер: «Canones sicut breuissimi, ita etiam doctissimi, complectentes praecepta & obseruationes de mutatione aurae».
- Джованни Филиппо Инграссиас: описал устройство стремени, косточки среднего уха.
- Валерий Корд, посмертно: «Dispensatorium» (фармакопея).
- Никколо Тарталья: «Quesiti et inventioni diverse» ;
- Джироламо Фракасторо:
  - «De Contagione et Contagiosis Morbis». Автор подозревает существование микробов и их участие в передаче болезней, Даёт первое описание сыпного тифа.
  - «De sympathia et antipathia rerum».

## Родились
См. также: Категория:Родившиеся в 1546 году
- 14 декабря — Тихо Браге, датский астроном, строитель Ураниборга, на наблюдения которого опирался Иоганн Кеплер при выводе своих законов движения планет (умер в 1601 году).
- Томас Диггес, английский астроном, один из первых коперниканцев (умер в 1595 году).
- (год рождения приблизителен) Пауль Виттих, немецкий астроном и математик, один из первых разработчиков гео-гелиоцентрической системы мира (умер в 1586 году).

## Скончались
См. также: Категория:Умершие в 1546 году
- Руи Лопес де Вильялобос, испанский исследователь Филиппинских островов (род. в 1500 году).
- Франсиско де Орельяна — испанский путешественник и конкистадор, первооткрыватель Амазонки (род. в 1511 году).